# Ginter Beniš
Ginter Beniš (Lokvic, 12. jun 1922 – 12. jul 2010) bio je nemački arhitekta. Tokom Drugog svetskog rata on je postao jedan od nemačkih najmlađih podmorničkih zapovednika. Kasnije je Beniš postao jedan od najprominentnijih arhitekata koji su predstavljali dekonstruktivizam. Među njegovim prominentnim projektima su Olimpijski park u Minhenu i novi zapadnonemački parliament u Bonu.

## Detinjstvo i mladost
Beniš je rođen drugo od troje dece u Lokvicu kod Drezdena. On je pohađao je brojne škole, zbog činjenice da je njegov otac socijaldemokrata uhapšen, otpušten i premešten u Kemnic od strane nove nacističke vlade.
Godine 1939, Beniš se dobrovoljno pridružio mornarici (Krigsmarine), kad mu je bilo 17 godina, što je bila manje naporna alternativa obaveznoj radnoj službi, ili vojnoj obavezi. Na kraju je postao podmornički oficir i služio je na U-952. Oktobra 1944. godine, postao je jedan od najmlađih podmorničkih zapovednika, kada je preuzeo komandu nad U-2337. Na kraju Drugog svetskog rata predao je svoju podmornicu Britancima i postao ratni zarobljenik u dvorcu Federston u Nortamberlandu.
Beniš je u početku bio obučen kao zidar, a 1947. godine upisao se na studije arhitekture na Tehničkom univerzitetu u Štutgartu. Od 1967. do 1987. godine bio je profesor za arhitektonski/građevinski dizajn i tehnologiju industrijske gradnje na Tehničkom univerzitetu u Darmštatu.

## Arhitektonska karijera
Jedna od njegovih najistaknutijih zgrada bio je novi parlament u prestonici Zapadne Nemačke, Bonu. Iako je pobedio na konkursu za arhitektonski dizajn 1973. godine, izgradnja je počela tek 1987, a završena je 1992. godine.
On je osnovao svoju vlastitu arhitektonsku praksu u Štutgartu 1952. godine, koja je 1966. postala Beniš & Partner.
Njegov sin Stefan Beniš osnovao je 1989. zasebnu firmu, Beniš Arhitekten.

## Kompletirani projekti
- 1972 Olimpijski park u Minhenu, Nemačka[20]
- 1992 Plenarni kompleks Nemačkog parlamenta (Bundestag) u Bonu, Nemačka[21]
- 1993-2005 Zgrada Akademije umetnosti u centralnom Berlinu, šestospratna staklena ekspanzija rekonstruisanog hotela Adlon[22][23]
- 1997 Državna klirinška banka – Landesgirokase u Štutgartu, Nemačka[24]
- 1998 Kontrolni toranj na Nirnberškom aerodromu, Nemačka[25]
- 2002 Severnonemačka državna klirinška banka u Hanoveru, Nemačka[26]
- 2003 Dženzajm centar u Kembridžu u Masačusecu, SAD[27]
- 2005 Centre za ćelijska i biomolekularna istraživanja u Torontu, Kanada[28]

## Literatura
- Busch, Rainer; Röll, Hans-Joachim (1999). German U-boat commanders of World War II : a biographical dictionary. Превод: Brooks, Geoffrey. London, Annapolis, Md: Greenhill Books, Naval Institute Press. ISBN 1-55750-186-6.
- Bony, Anne (2012). L'Architecture Moderne (на језику: French). Larousse. ISBN 978-2-03-587641-6.
- Poisson, Michel (2009). 1000 Immeubles et monuments de Paris (на језику: French). Parigramme. ISBN 978-2-84096-539-8.
- Taschen, Aurelia; Taschen, Balthazar (2016). L'Architecture Moderne de A à Z (на језику: French). Bibliotheca Universalis. ISBN 978-3-8365-5630-9.
- Derrida, Jacques (1967). Of Grammatology. ISBN 0-8018-5830-5., (hardcover:  0-8018-1841-9, paperback:  0-8018-1879-6, corrected edition: ) trans. Gayatri Chakravorty Spivak. Johns Hopkins University Press.
- Derrida, Jacques & Eisenman, Peter. Chora l Works. Monacelli Press. 1997. ISBN 1-885254-40-7.
- Derrida, Jacques & Husserl, Edmund. Edmund Husserl's Origin of Geometry: An Introduction. University of Nebraska Press. 1989. ISBN 0-8032-6580-8.
- Frampton, Kenneth (1992). Modern Architecture, a critical history (Third изд.). Thames & Hudson. ISBN 0-500-20257-5.
- Johnson, Phillip & Wigley, Mark. Deconstructivist Architecture: The Museum of Modern Art, New York. Little Brown and Company. 1988. ISBN 0-87070-298-X.
- Hays, K.M. (edited). Oppositions Reader. Princeton Architectural Press. 1998. ISBN 1-56898-153-8.
- Kandinsky, Wassily (1979). Point and Line to Plane. ISBN 0-486-23808-3.. Dover Publications, New York.
- McLeod, Mary, "Architecture and Politics in the Reagan Era: From Postmodernism to Deconstructivism," "Assemblage," 8 (1989), pp. 23–59.
- Rickey, George (1995). Constructivism: Origins and Evolution. ISBN 0-8076-1381-9.. George Braziller; Revised edition.
- Salingaros, Nikos (2008). "Anti-Architecture and Deconstruction", 3rd edition. Umbau-Verlag, Solingen, Germany.  978-3-937954-09-7
- Tschumi, Bernard (1994). Architecture and Disjunction. ISBN 0-262-20094-5.. The MIT Press. Cambridge.
- Van der Straeten, Bart. Image and Narrative – The Uncanny and the architecture of Deconstruction Retrieved April, 2006.
- Venturi, Robert (1966). Complexity and Contradiction in Architecture. ISBN 0-87070-282-3., The Museum of Modern Art Press, New York.
- Venturi, Robert (1977). Learning from Las Vegas. ISBN 0-262-72006-X. (with D. Scott Brown and S. Izenour), Cambridge MA, 1972, revised 1977.
- Wigley, Mark (1995). The Architecture of Deconstruction: Derrida's Haunt. The MIT Press. ISBN 0-262-73114-2.
- Vicente Esteban Medina (2003) Forma y composición en la Arquitectura deconstructivista, © Tesis doctoral, Universidad Politécnica de Madrid. Registro Propiedad Intellectual Madrid Nº 16/2005/3967. Link de descarga de tesis en pdf: http://oa.upm.es/481/